# William Warham
William Warham (1450 circa – Hackington, 22 agosto 1532) è stato un arcivescovo inglese.

## Biografia
William Warham nacque intorno al 1450, figlio di Robert Warham da Malshanger, nell'Hampshire. Dopo gli studi al Winchester College e al New College dell'Università di Oxford, praticò l'attività forense a Londra e Oxford per qualche anno, prima di prendere i voti. Nel 1494 divenne Master of the Rolls e, in questa veste, fu notato da Enrico VII, che ne apprezzò l'astuzia e le doti diplomatiche. 
Warham svolse un ruolo di rilievo nell'assicurare il fidanzamento tra Arturo, principe di Galles, e Caterina d'Aragona, ma fu anche l'artefice di trattati politici e commerciali con Massimiliano I. Fu consacrato vescovo di Londra nel 1502 e due anni più tardi fu elevato ad arcivescovo di Canterbury e nominato Lord Cancelliere. Nel 1506 divenne rettore dell'Università di Oxford e tre anni più celebrò le nozze tra Enrico VIII e Caterina d'Aragona, nozze sulla cui validità aveva espresso dei dubbi.
La rapida ascesa di Warham si frenò bruscamente e, come arcivescovo di Canterbury, fu aspramente criticato da Richard Foxe, all'epoca vescovo di Winchester. Nel 1515 lasciò la carica di Lord Cancelliere, forse in disaccordo con le politiche estere del nuovo re, e fu rimpiazzato da Thomas Wolsey, che lui stesso aveva consacrato vescovo di Lincoln nel 1514.
Fu presente al Campo del Drappo d'Oro nel 1520 e, nel 1527, fu coinvolto insieme ad altri teologi sulla questione dell'annullamento delle nozze reali. Gli fu affidato il ruolo di difensore della regina, ma svolse il ruolo con pochissimo impegno per evitare di incorrere nelle ire reali, tanto che firmò una lettera a Clemente VII chiedendo al pontefice di assecondare il desiderio di Enrico VIII. Pur avendo accettato Enrico come capo della Chiesa d'Inghilterra nel 1531, l'anno successivo protestò contro l'assoggettamento della chiesa alla corona inglese, paragonando il re ad Enrico II e appellandosi alla Magna Carta per difendere la libertà della chiesa. Morì nello stesso anno mentre era in visita a un suo nipote omonimo e fu sepolto nella Cattedrale di Canterbury.

## Genealogia episcopale e successione apostolica
La genealogia episcopale è:
- Cardinale Vital du Four
- Arcivescovo John de Stratford
- Vescovo William Edington
- Arcivescovo Simon Sudbury
- Vescovo Thomas Brantingham
- Vescovo Robert Braybrooke
- Arcivescovo Roger Walden
- Vescovo Henry Beaufort
- Cardinale Thomas Bourchier
- Arcivescovo John Morton
- Vescovo Richard Foxe
- Arcivescovo William Warham

La successione apostolica è
- Vescovo David Owen, O. Cist. (1504)
- Vescovo Richard Mayew (1504)
- Vescovo William Barons (1504)
- Cardinale John Fisher (1504)
- Vescovo Hugh Oldham (1505)
- Vescovo Robert Sherborne (1505)
- Vescovo James Stanley, O. Praem. (1506)
- Vescovo Thomas Skirvington (1509)
- Vescovo Raymond Birkhead, O.F.M. (1513)
- Cardinale Thomas Wolsey (1514)
- Vescovo William Atwater (1514)
- Vescovo Nicholas West (1515)
- Vescovo Charles Booth (1516)
- Vescovo Henry Standish, O.F.M. Conv. (1518)
- Vescovo John Veysey (1519)
- Vescovo John Longlands (1521)
- Vescovo Cuthbert Tunstall (1522)
- Vescovo Richard Rawlins (1523)